# 31. podmorniška flotilja (Wehrmacht)
Za druge 31. flotilje glejte 31. flotilja.
31. podmorniška flotilja je bila bojna podmorniška flotilja v sestavi Kriegsmarine med drugo svetovno vojno.

## Baze
- Hamburg
- Wilhelmshaven
- Wesermünde

## Podmornice
Razredi podmornic
- IIB, IID, VIIC, VIIC41, IXC/40, XXI

Seznam podmornic
- U-120, U-121, U-140, U-141, U-148, U-150, U-151, U-152, U-235, U-236, U-237, U-251, U-276, U-287, U-291, U-316, U-349, U-350, U-367, U-368, U-369, U-397, U-428, U-429, U-430, U-554, U-560, U-612, U-677, U-679, U-680, U-681, U-682, U-683 U-708, U-712, U-720, U-721, U-722, U-733, U-746, U-747, U-748, U-768, U-771, U-772, U-773, U-774, U-775, U-776, U-777, U-778, U-779, U-903, U-905, U-907, U-922, U-924, U-975, U-977, U-982, U-999, U-1000, U-1001, U-1002, U-1003, U-1004, U-1005, U-1006, U-1007, U-1008, U-1009, U-1010, U-1013, U-1014, U-1015, U-1016, U-1017, U-1018, U-1019, U-1020, U-1021, U-1022, U-1023, U-1024, U-1101, U-1103, U-1132, U-1167, U-1192, U-1193, U-1194, U-1196, U-1197, U-1198, U-1201, U-1204, U-1224, U-1225, U-1226, U-1227, U-1228, U-1229, U-1230, U-1231, U-1232, U-1233, U-1234, U-1235, U-2501, U-2502, U-2503, U-2504, U-2505, U-2506, U-2507, U-2508, U-2509, U-2510, U-2511, U-2512, U-2513, U-2514, U-2515, U-2516, U-2517, U-2518, U-2519, U-2520, U-2521, U-2522, U-2523, U-2524, U-2525, U-2526, U-2527, U-2528, U-2529, U-2530, U-2531, U-2533, U-2534, U-2535, U-2536, U-2538, U-2539, U-2540, U-2541, U-2542, U-2543, U-2544, U-2545, U-2546, U-2548, U-2551, U-2552

## Poveljstvo
Poveljnik
- Kapitan Bruno Mahn (september 1943 - april 1945)
- Kapitan korvete Carl Emmermann (april - maj 1945)